# Matej Vurnik
Matej Vurnik, slovenski skladatelj, * 31. avgust 1866, Stara Oselica, † 21. junij 1948, Tacen.

## Življenje in delo
Po osnovni šoli je obiskoval orglarsko šolo v Ljubljani, ki jo je končal leta 1886. Nato je bil organist v raznih krajih (Jesenice, Mirna Peč, Mekinje, Kresnice, Radovljica, Šentvid pri Stični, Šmartno pri Kranju, Vipava, Črnuče, Unec) in nazadnje v Borovnici, kjer je bil 1934 upokojen in se preselil v Tacen. 
Samostojno je izdal: Missa pro defunctis (1904, 19362) ter 9 pesmi za mešani in moški zbor Kristusu kralju ljubezni (1939). CG je obj. mdr.: Velikonočna (1896), Offertorium (1897), Offertorium in Dom. Quinquagesima (1897), Offertorium in missa »Intret« (1902), Ecce sacerdos magnus (1911), Pri pogrebu (1914). Od 1892 je v Cerkvenem glasbeniku tudi redno objavljal dopise iz službenih mest.